# Mali Cirnik, Brežice
Mali Cirnik este o localitate din comuna Brežice, Slovenia.